# Schwiegershausen
Schwiegershausen is een dorp in de gemeente Osterode am Harz in het Landkreis Göttingen in Nedersaksen in Duitsland. Het wordt voor het eerst vermeld in een oorkonde uit 1263. 
De dorpskerk is gebouwd in 1680. Op dezelfde locatie stond eerder een kapel die voor het eerst wordt vermeld in 1271.
In 1971 werd Schwiegerhausen bij Osterode gevoegd. Het dorp heeft nog wel een eigen Ortsrat.
- Gemeinsame Normdatei: 4220281-4
- Virtual International Authority File: 158170892
- WorldCat: E39PBJg8GBdmDqbCG4FQP6dPcP